# Illot d'Escombreras

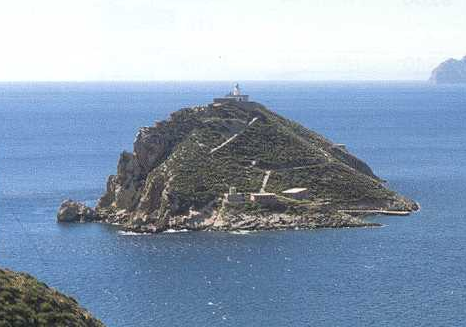
L'illot abans de l'ampliació de la dàrsena d'Escombreras

L'Illot d'Escombreras (Scombraria, Σκομβραρία) és un illot de la costa sud-est d'Espanya a la badia de Cartagena, situat davant la dàrsena d'Escombreras del port de Cartagena (a 2 km de la part principal del port). Devia el seu nom als verats (llatí scombei), tonyines i altres peixos que es troben en aquest indret en grans quantitats i amb els quals els romans feien el garum, una salsa afrodisíaca, i pasta utilitzada també per medicina i cosmètics. Hi ha les restes d'un temple d'Hèrcules a causa del qual també fou anomenada Herculis Insula i algunes construccions més modernes. Té una superfície d'uns 40.000 m² i està declarada espai natural protegit.
A causa del creixement industrial de la zona més pròxima a Cartagena, a finals del segle xix es començà a fer evident que calia una ampliació del port. El planatajament inicial de l'ampliació de la dàrsena d'Escombreras incloïa construir a sobre del mar i assimilar l'Illot d'Escombreras. Però la pressió popular i el fet que fos un espai protegit varen fer que es refés el projecte; ara es construiria un dic perimetral d'una amplada mitjana de 35 metres que protegiria la part afectada de l'illot del port. Les obres es dugueren a terme entre els anys 2000 i 2004. La dàrsena finalment quedà envoltant la meitat de l'illa, a una distància de 35 metres.